# Veľké Raškovce
Veľké Raškovce – wieś (obec) na Słowacji położona w kraju koszyckim, w powiecie Michalovce. Pierwsze wzmianki o miejscowości pochodzą z roku 1332. 
Według danych z dnia 31 grudnia 2012, wieś zamieszkiwało 320 osób, w tym 148 kobiet i 172 mężczyzn.
W 2001 roku rozkład populacji względem narodowości i przynależności etnicznej wyglądał następująco:
- Słowacy – 14,99%
- Czesi – 0,86%
- Węgrzy – 83,57%

Ze względu na wyznawaną religię struktura mieszkańców kształtowała się w 2001 roku następująco:
- Katolicy rzymscy – 31,99%
- Grekokatolicy – 8,36%
- Ewangelicy – 0%[a]
- Ateiści – 1,44%
- Przedstawiciele innych wyznań – 0,29%
- Nie podano – 0,58%